# Hans H. Neubert
Hans H. Neubert (* 1937) ist ein deutscher Schauspieler.

## Leben und Karriere
Hans H. Neubert absolvierte 1959 seinen ersten Auftritt vor der Kamera in dem Fernsehfilm Mond über dem Fjord. 1961 mimte er in dem von Robert Hossein inszenierten Italo-Western Haut für Haut einen Mexikaner. Einen größeren Part erhielt er noch im selben Jahr als unehelicher Sohn von Heidemarie Hatheyer in dem in Kanada angesiedelten Film Ruf der Wildgänse. Seit dieser Zeit war Neubert Ensemble-Mitglied der Vaganten Bühne in Berlin. Bis 1967 wirkte der dunkelhaarige Darsteller noch in einigen Film- und Fernsehproduktionen mit, zuletzt in dem mit Unterstützung der Nationalen Volksarmee hergestellten DEFA-Episodenfilm Geschichten jener Nacht, der vom Bau der Berliner Mauer handelt. Danach verliert sich seine Spur. Über Neuberts weiteren Lebensweg ist nichts bekannt.

## Filmografie
- 1959: Mond über dem Fjord (Fernsehfilm)
- 1961: Haut für Haut
- 1961: Ruf der Wildgänse
- 1963: Es war mir ein Vergnügen
- 1964: Lebenskünstler (Fernsehfilm)
- 1964: Aktion Brieftaube – Schicksale im geteilten Berlin (Fernsehfilm)
- 1966: Das Missgeschick, ein Lord zu sein (Fernsehfilm)
- 1966: Offiziersbankett (Fernsehfilm)
- 1966: Der Richter von London (Fernsehfilm)
- 1967: Geschichten jener Nacht